# Ogcodes philippinensis
Ogcodes philippinensis är en tvåvingeart som beskrevs av Evert I. Schlinger 1960. Ogcodes philippinensis ingår i släktet Ogcodes och familjen kulflugor.
Artens utbredningsområde är Filippinerna. Inga underarter finns listade i Catalogue of Life.